# Tipula alyxis
Tipula alyxis är en tvåvingeart som beskrevs av Alexander 1963. Tipula alyxis ingår i släktet Tipula och familjen storharkrankar. Inga underarter finns listade i Catalogue of Life.